# Parribacus japonicus
Parribacus japonicus е вид ракообразно от семейство Scyllaridae.

## Разпространение
Видът е разпространен в Япония.